# 鳥栖市
鳥栖市（日语：／ Tosu shi */?）是位于日本九州佐賀縣東部的城市，位於筑紫平野上，是九州主要的交通中心，鳥栖車站是鹿兒島本線與長崎本線的分岐點，轄區內的鳥栖系統交流道則是九州自動車道、長崎自動車道、大分自動車道的交會點。
由於居住人口中約有5%是至福岡市通勤或就學，因此也會被列入福岡都市圈的一部分。
以此為主場的職業球隊有：日本職業足球聯賽的鳥栖砂岩。

## 歷史
在藩政時代，現在的市區東部屬於對馬府中藩的飛地，並稱為「田代領」，為對馬府中藩僅有的農業收入來源；由於過去對馬府中藩與朝鮮往來密切，此地設有朝鮮通信使的接待場所，也因此引入豐富的中药知識，製藥變成為此地的產業之一。明治維新後，多次的戰爭使得此地的製藥業規模擴大。

### 年表
- 1889年4月1日：實施町村制，現在的轄區在當時分屬：
  - 養父郡：轟木村、麓村、旭村
  - 基肄郡：田代村、基里村
- 1896年3月26日：三根郡、養父郡、基肄郡合併為三養基郡。
- 1907年3月19日：轟木村改制並改名為鳥栖町。
- 1936年2月11日：田代村改制為田代町。
- 1954年4月1日鳥栖町、田代町、基里村、麓村、旭村合併為鳥栖市。[1]

### 變遷表
| 1889年以前 | 1889年4月1日  | 1896年3月26日   | 1896年 - 1944年                  | 1945年 - 1959年     | 1960年 - 1989年     | 1989年 - 現在       | 現在                |
| ---------- | ------------- | --------------- | -------------------------------- | ------------------- | ------------------- | ------------------- | ------------------- |
|            | 基肄郡 田代村 | 三養基郡 田代村 | 1936年2月11日 田代町             | 1954年4月1日 鳥栖市 | 1954年4月1日 鳥栖市 | 1954年4月1日 鳥栖市 | 1954年4月1日 鳥栖市 |
|            | 基肄郡 基里村 | 三養基郡 基里村 | 三養基郡 基里村                  | 1954年4月1日 鳥栖市 | 1954年4月1日 鳥栖市 | 1954年4月1日 鳥栖市 | 1954年4月1日 鳥栖市 |
|            | 養父郡 轟木村 | 三養基郡 轟木村 | 1907年3月19日 改名並改制為鳥栖町 | 1954年4月1日 鳥栖市 | 1954年4月1日 鳥栖市 | 1954年4月1日 鳥栖市 | 1954年4月1日 鳥栖市 |
|            | 養父郡 麓村   | 三養基郡 麓村   | 三養基郡 麓村                    | 1954年4月1日 鳥栖市 | 1954年4月1日 鳥栖市 | 1954年4月1日 鳥栖市 | 1954年4月1日 鳥栖市 |
|            | 養父郡 旭村   | 三養基郡 旭村   | 三養基郡 旭村                    | 1954年4月1日 鳥栖市 | 1954年4月1日 鳥栖市 | 1954年4月1日 鳥栖市 | 1954年4月1日 鳥栖市 |

## 交通

### 鐵路
九州旅客鐵道
- 鹿兒島本線
  - 彌生丘車站 - 田代車站 - 鳥栖車站 - 肥前旭車站
- 長崎本線
  - 鳥栖車站 - 新鳥栖車站 - 肥前麓車站
- 九州新幹線
  - 新鳥栖車站

|  |  |
|  |  |
|  |  |

### 道路
高速道路
- 九州自動車道：鳥栖系統交流道
- 長崎自動車道：鳥栖系統交流道 - 鳥栖交流道 - 山浦休息區
- 大分自動車道：鳥栖系統交流道

## 教育

### 短期大學
- 九州龍谷短期大學

### 高等學校
- 佐賀縣立鳥栖高等學校
- 佐賀縣立鳥栖工業高等學校
- 佐賀縣立鳥栖商業高等學校

## 本地出身之名人
- 緒方孝市：職業棒球選手
- 川崎德次：職業棒球選手
- 權藤博：職業棒球選手
- 權藤正利：職業棒球選手
- 小山慶一郎：NEWS成員
- 孫泰藏：企業家
- 孫正義：企業家、Softbank創辦人
- 原尞：作家、小說家
- 古澤憲吾：電影導演
- 松雪泰子：女演員
- 向井秀德：音樂人
- 吉田稔：騎師
- 園田英樹：編劇
- 飛松誠：田徑選手

## 外部連結
- （日語） 官方网站
- （日語） 鳥栖市觀光協會
- （日語） 鳥栖市立圖書館
- （日語） 鳥栖商工園區 （页面存档备份，存于）
- （日語） 維客旅行上的鳥栖市 （页面存档备份，存于）
- OpenStreetMap上有關鳥栖市的地理